# Међаши
Међаши су насељено мјесто у граду Бијељина, Република Српска, БиХ. Према попису становништва из 1991. у насељу је живјело 896 становника.

## Култура
У Међашима је 9. јула 2011. откривена скулптура Николе Тесле. Скулптура коју је Међашима поклонио Драган Раденовић је висока 2,8 метара, а тешка 1.500 килограма. Првобитно је рађена за Аеродром Београд.

## Становништво
| Националност       | 1991.        | 1981.          | 1971.          | 1961. |
| Срби               | 864 (96,42%) | 1.032 (98,19%) | 1.091 (99,36%) | 1.131 |
| Југословени        | 19 (2,12%)   | 15 (1,42%)     |                |       |
| Хрвати             | 3 (0,33%)    |                | 3 (0,27%)      | 4     |
| Мађари             |              |                | 1              |       |
| Црногорци          |              | 1              |                |       |
| Словенци           |              | 1              |                |       |
| Муслимани          | 1 (0,11%)    |                |                |       |
| остали и непознато | 9 (1,00%)    | 2              | 3              |       |
| Укупно             | 896          | 1.051          | 1.098          | 1.135 |

| Демографија | Демографија | Демографија |
| Година      | Становника  | Становника  |
| ----------- | ----------- | ----------- |
| 1948.       | 1.146       |             |
| 1953.       | 1.191       |             |
| 1961.       | 1.135       |             |
| 1971.       | 1.098       |             |
| 1981.       | 1.051       |             |
| 1991.       | 896         |             |

## Религија
Црква Сабора Светог архангела Гаврила у Међашима